# Valkenswaard War Cemetery
Valkenswaard War Cemetery is een Brits ereveld gelegen in een dennenbos aan de Luikerweg (N69) ten zuiden van de Nederlandse plaats Valkenswaard.
Op de begraafplaats liggen ruim 220 doden uit de Tweede Wereldoorlog begraven. Zij hoorden allen tot de strijdkrachten van het Verenigd Koninkrijk en zijn vrijwel allemaal gesneuveld bij gevechten rond Valkenswaard tijdens Operatie Market Garden.
Op de begraafplaats staat een herdenkingskruis (Cross of Sacrifice) naar ontwerp van Sir Reginald Blomfield. Het is uitgevoerd in natuursteen, en er is een bronzen zwaard op aangebracht.
De Commonwealth War Graves Commission is verantwoordelijk voor de begraafplaats. Er is een register en een gastenboek aanwezig.